# Дегас (шнява, 1710)
«Дегас» (от нидерл. de haas — заяц) — шнява Азовского флота Русского царства, одна из двух шняв одноимённого типа, находившаяся в составе флота с 1710 года. Во время несения службы принимала участие в русско-турецкой войне 1710—1713 годов в районе Азова и Таганрога.

## Описание судна
Парусная шнява с деревянным корпусом, одна из двух шняв одноимённого типа. Артиллерийское вооружение судна составляли 14 орудий, а экипаж состоял из 82 человек.

## История службы
Шнява «Дегас» была заложена на стапеле Тавровской верфи в 1710 году и после спуска на воду в том же 1710 году вошла в состав Азовского флота России. Строительство шнявы вёл кораблестроитель И. Немцов.
Принимала участие в русско-турецкой войне 1710—1713 годов, в кампанию 1711 года в мае перешла из Азова в Таганрог, где находилась эскадра под командованием вице-адмирала К. И. Крюйса. 19 (30) июля при появлении у Таганрога судов турецкого флота в составе этой эскадры выходила в море им на встречу, однако корабли противника не принимая боя ушли. 23 июля (3 августа) к Таганрогу вновь подошли турецкие бригантины и шнява в составе отряда вновь вышла им на встречу и начала их преследование.

## Командиры шнявы
Командирами шнявы «Дегас» в составе Российского флота в разное время служили:
- комендер Ян Блорий[комм. 2] (1711 года)[3][6].